# David Gilly

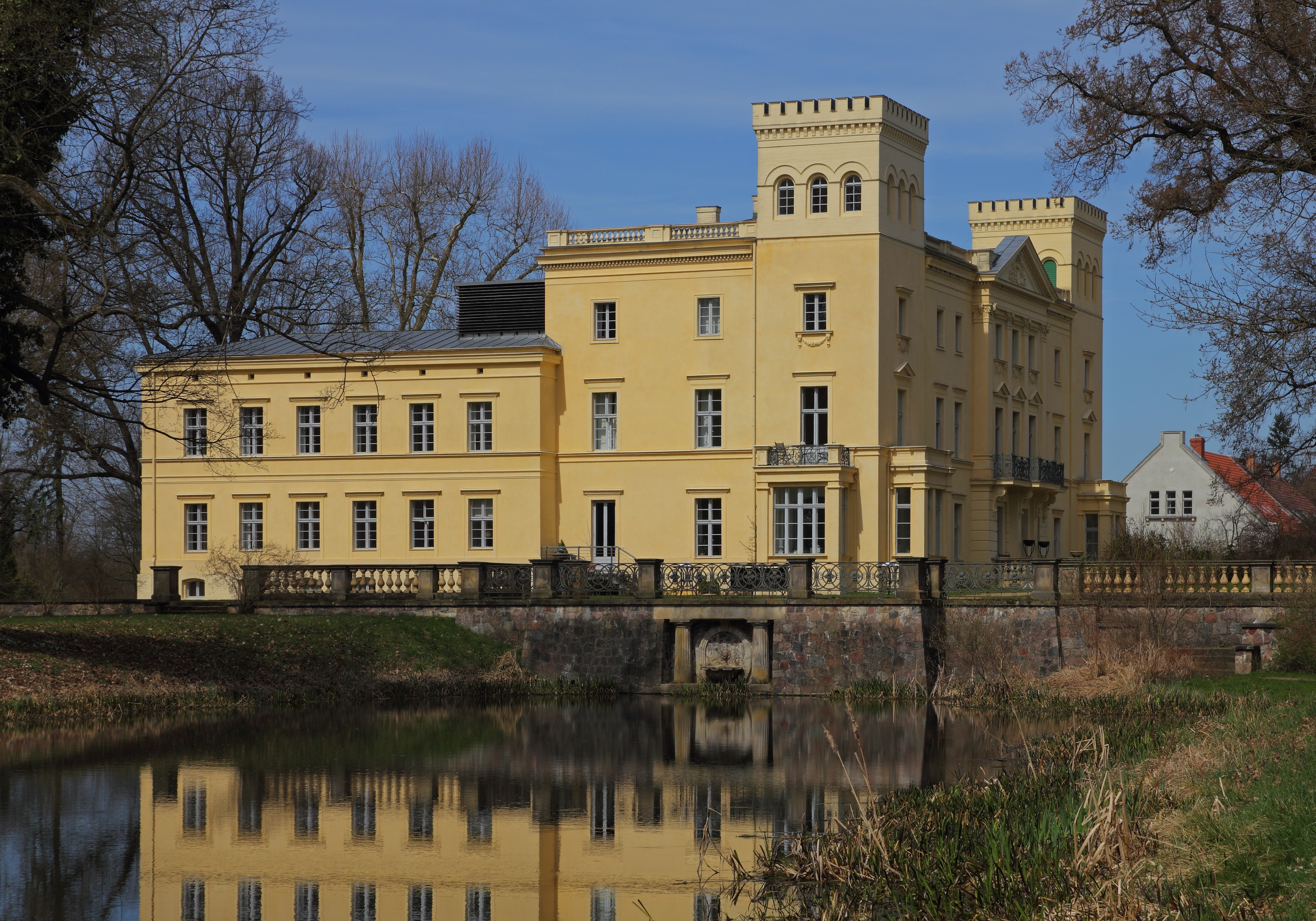
Pałac w Steinhöfel

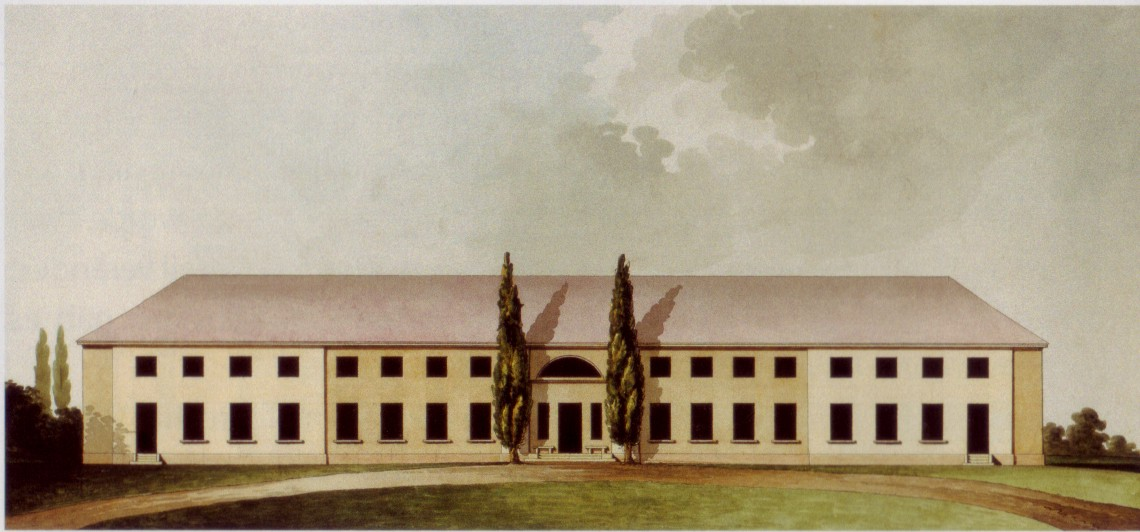
Projekt pałacu Paretz, ok. 1800

David Gilly (ur. 7 stycznia 1748 w Schwedt/Oder, zm. 5 maja 1808 w Berlinie) – niemiecki architekt epoki klasycyzmu, działający w Prusach.

## Życiorys
Gilly był synem hugenockiego imigranta Jacques'a Gilly'ego i jego żony Marii Villemain. Bratem Davida był znany lekarz Charles Gilly.
W 1770, w wieku zaledwie 22 lat, uzyskał stanowisko krajowego mistrza budowlanego. W latach 1772–1782 działał w Stargardzie. Około 1777 poślubił Friederike Ziegenspeck, z którą miał dwoje dzieci – późniejszego znanego architekta Friedricha Gilly'ego i córkę Minnę, żonę polityka Friedricha Gentza. W 1779 został dyrektorem budowlanym Pomorza, w 1782 został przeniesiony do Szczecina. Projektował m.in. porty w Świnoujściu (1785) i Kołobrzegu. W 1783 założył w Szczecinie prywatną uczelnię budowlaną. 
W 1788 powołano go do wyższego departamentu ds. budownictwa w Berlinie, w tym samym roku uzyskał tytuł tajnego radcy budowlanego, cztery lata później zaś – wicedyrektora departamentu. W latach 1792–1801 działał przy budowie Kanału Bydgoskiego, projektował rozbudowę i przebudowę portów w Gdańsku i Elblągu.
W 1793 Gilly otworzył swoją uczelnię budowlaną w Berlinie, pięć lat później został współzałożycielem Akademii Budowlanej (późniejszej Technische Hochschule, obecnie Uniwersytet Techniczny w Berlinie). 
Po śmierci syna Friedricha (3 sierpnia 1800) David Gilly stracił siły twórcze i zajmował się jedynie mniejszymi pracami. Nie zmieniła tego podróż do Paryża w latach 1803–1804. W 1804 zmarła żona Gilly'ego, po czym poślubił jej siostrę, Juliane. Zmarł w wieku 60 lat w Berlinie.

## Działalność
Gilly rozwinął teorię i praktykę architektury wiejskiej na terenie Prus, kładąc nacisk na funkcjonalność projektowanych budowli. Jego berlińska Akademia Budowlana, bazująca na modelu École polytechnique w Paryżu, stała się najważniejszym ośrodkiem niemieckiego klasycyzmu. Do uczniów Gilly'ego należał m.in. Karl Friedrich Schinkel. 

### Wybrane publikacje
- Handbuch der Landbaukunst, 1797–1811[5]
- Sammlung nützlicher Aufsätze und Nachrichten, 1797–1806[5]
- Sammlung von Aufsätzen und Nachrichten die Baukunst betreffend (jedno z pierwszych czasopism o budownictwie i architekturze)

## Wybrane dzieła

### Architektura
- 1796 – domek gotycki w Paretz koło Poczdamu dla króla Fryderyka Wilhelma III
- 1797–1804 – pałac Paretz[1]
- 1798 – pałacyk we Freienwalde dla królowej Luizy[2]
- 1798 – willa dla Karla Friedricha von Beymego w Steglitz[2]
- 1801 – projekt siedziby wydawnictwa Eduarda Viewega w Brunszwiku[2]
- 1801 – rozbudowa zamku Steinhöfel dla Ludiwga von Massowa[1]
- 1802-1804 – Arkadia w Poznaniu
- 1804 – dom w Owińskach (obecnie szkoła)
- 1803 – dwupiętrowy budynek więzienia publicznego w Płocku

### Urbanistyka
- Górne Miasto w Poznaniu
- Nowe Miasto i al. Józefiny w Kaliszu

### Kartografia
- 1802–1803 – mapa Prus Południowych (II zaboru)